# Indy Racing League 1999
Indy Racing League 1999 kördes över 10 omgångar med Greg Ray som mästare.

## Delsegrare
| Datum        | Bana             | Vinnare        | Team                  | Rapport |
| ------------ | ---------------- | -------------- | --------------------- | ------- |
| 24 januari   | Disney World     | Eddie Cheever  | Cheever Racing        | *       |
| 28 mars      | Phoenix          | Scott Goodyear | Panther Racing        | *       |
| 30 maj       | Indianapolis 500 | Kenny Bräck    | A.J. Foyt Enterprises | *       |
| 12 juni      | Texas            | Scott Goodyear | Panther Racing        | *       |
| 27 juni      | Pikes Peak       | Greg Ray       | Team Menard           | *       |
| 17 juli      | Atlanta          | Scott Sharp    | Kelley Racing         | *       |
| 1 augusti    | Dover            | Greg Ray       | Team Menard           | *       |
| 29 augusti   | Pikes Peak       | Greg Ray       | Team Menard           | *       |
| 26 september | Las Vegas        | Sam Schmidt    | Treadway Racing       | *       |
| 17 oktober   | Texas            | Mark Dismore   | Kelley Racing         | *       |

### Disney World
| Plats | Förare         | Team                  |
| ----- | -------------- | --------------------- |
| 1     | Eddie Cheever  | Cheever Racing        |
| 2     | Scott Goodyear | Panther Racing        |
| 3     | Jeff Ward      | ISM Racing            |
| 4     | Scott Sharp    | Kelley Racing         |
| 5     | Raul Boesel    | McCormack Motorsports |
| 6     | Mark Dismore   | Kelley Racing         |
| 7     | Steve Knapp    | PDM Racing            |
| 8     | Davey Hamilton | Galles Racing         |
| 9     | Billy Boat     | A.J. Foyt Enterprises |
| 10    | Buddy Lazier   | Hemelgarn Racing      |

### Phoenix
| Plats | Förare           | Team                   |
| ----- | ---------------- | ---------------------- |
| 1     | Scott Goodyear   | Panther Racing         |
| 2     | Jeff Ward        | PDM Racing             |
| 3     | Robbie Buhl      | Sinden Racing          |
| 4     | Billy Boat       | A.J. Foyt Enterprises  |
| 5     | Scott Harrington | Harrington Motorsports |
| 6     | Roberto Moreno   | Truscelli Racing       |
| 7     | Mark Dismore     | Kelley Racing          |
| 8     | Scott Sharp      | Kelley Racing          |
| 9     | Sam Schmidt      | Treadway Racing        |
| 10    | Stéphan Grégoire | Dick Simon Racing      |

### Indianapolis 500
| Plats | Förare          | Team                  |
| ----- | --------------- | --------------------- |
| 1     | Kenny Bräck     | A.J. Foyt Enterprises |
| 2     | Jeff Ward       | PDM Racing            |
| 3     | Billy Boat      | A.J. Foyt Enterprises |
| 4     | Robby Gordon    | Team Menard           |
| 5     | Robby McGehee   | Conti Racing          |
| 6     | Robbie Buhl     | A.J. Foyt Enterprises |
| 7     | Buddy Lazier    | Hemelgarn Racing      |
| 8     | Robby Unser     | Team Pelfrey          |
| 9     | Tony Stewart    | Tri-Star Motorsports  |
| 10    | Hideshi Matsuda | Beck Motorsports      |

### Texas
| Plats | Förare           | Team                  |
| ----- | ---------------- | --------------------- |
| 1     | Scott Goodyear   | Panther Racing        |
| 2     | Greg Ray         | Team Menard           |
| 3     | Sam Schmidt      | Treadway Racing       |
| 4     | Stéphan Grégoire | Dick Simon Racing     |
| 5     | Eliseo Salazar   | Nienhouse Motorsports |
| 6     | Robby Unser      | Team Pelfrey          |
| 7     | Davey Hamilton   | Galles Racing         |
| 8     | Mark Dismore     | Kelley Racing         |
| 9     | Buzz Calkins     | Bradley Motorsports   |
| 10    | Scott Sharp      | Kelley Racing         |

### Pikes Peak
| Plats | Förare         | Team                  |
| ----- | -------------- | --------------------- |
| 1     | Greg Ray       | Team Menard           |
| 2     | Sam Schmidt    | Treadway Racing       |
| 3     | Davey Hamilton | Galles Racing         |
| 4     | Eddie Cheever  | Cheever Racing        |
| 5     | Buddy Lazier   | Hemelgarn Racing      |
| 6     | Robby Unser    | Team Pelfrey          |
| 7     | Kenny Bräck    | A.J. Foyt Enterprises |
| 8     | Scott Sharp    | Kelley Racing         |
| 9     | Jeff Ward      | PDM Racing            |
| 10    | Jaques Lazier  | Truscelli Racing      |

### Atlanta
| Plats | Förare          | Team                  |
| ----- | --------------- | --------------------- |
| 1     | Scott Sharp     | Kelley Racing         |
| 2     | Robby Unser     | Team Pelfrey          |
| 3     | Kenny Bräck     | A.J. Foyt Enterprises |
| 4     | Eliseo Salazar  | Nienhouse Motorsports |
| 5     | Buzz Calkins    | Bradley Motorsports   |
| 6     | Eddie Cheever   | Cheever Racing        |
| 7     | Davey Hamilton  | Galles Racing         |
| 8     | Donnie Beechler | Cahill Racing         |
| 9     | Jimmy Kite      | McCormack Motorsports |
| 10    | Billy Boat      | A.J. Foyt Enterprises |

### Dover
| Plats | Förare           | Team                   |
| ----- | ---------------- | ---------------------- |
| 1     | Greg Ray         | Team Menard            |
| 2     | Buddy Lazier     | Hemelgarn Racing       |
| 3     | Kenny Bräck      | A.J. Foyt Enterprises  |
| 4     | Billy Boat       | A.J. Foyt Enterprises  |
| 5     | Sam Schmidt      | Treadway Racing        |
| 6     | Scott Harrington | Harrington Motorsports |
| 7     | Jaques Lazier    | Truscelli Racing       |
| 8     | Buzz Calkins     | Bradley Motorsports    |
| 9     | Robby McGehee    | Conti Racing           |
| 10    | Donnie Beechler  | Cahill Racing          |

### Pikes Peak
| Plats | Förare           | Team                   |
| ----- | ---------------- | ---------------------- |
| 1     | Greg Ray         | Team Menard            |
| 2     | Davey Hamilton   | Galles Racing          |
| 3     | Mark Dismore     | Kelley Racing          |
| 4     | Buddy Lazier     | Hemelgarn Racing       |
| 5     | Sam Schmidt      | Treadway Racing        |
| 6     | Scott Harrington | Harrington Motorsports |
| 7     | Robby McGehee    | Conti Racing           |
| 8     | Jimmy Kite       | McCormack Motorsports  |
| 9     | Robby Unser      | Team Pelfrey           |
| 10    | Kenny Bräck      | A.J. Foyt Enterprises  |

### Las Vegas
| Plats | Förare           | Team                   |
| ----- | ---------------- | ---------------------- |
| 1     | Sam Schmidt      | Treadway Racing        |
| 2     | Kenny Bräck      | A.J. Foyt Enterprises  |
| 3     | Robbie Buhl      | Tri-Star Motorsports   |
| 4     | Scott Sharp      | Kelley Racing          |
| 5     | Buzz Calkins     | Bradley Motorsports    |
| 6     | Robby McGehee    | Conti Racing           |
| 7     | Jaques Lazier    | Truscelli Racing       |
| 8     | Stéphan Grégoire | Dick Simon Racing      |
| 9     | Tyce Carlson     | Blueprint-Immke Racing |
| 10    | Jeff Ward        | PDM Racing             |

### Texas
| Plats | Förare                | Team                   |
| ----- | --------------------- | ---------------------- |
| 1     | Mark Dismore          | Kelley Racing          |
| 2     | Davey Hamilton        | Galles Racing          |
| 3     | Greg Ray              | Team Menard            |
| 4     | Eddie Cheever         | Cheever Racing         |
| 5     | John Hollansworth Jr. | TeamXtreme Racing      |
| 6     | Scott Harrington      | Harrington Motorsports |
| 7     | Jaques Lazier         | Truscelli Racing       |
| 8     | Buzz Calkins          | Bradley Motorsports    |
| 9     | Billy Boat            | A.J. Foyt Enterprises  |
| 10    | Buddy Lazier          | Hemelgarn Racing       |

## Slutställning
| Plats | Förare                | Team                               | Poäng |
| ----- | --------------------- | ---------------------------------- | ----- |
| 1     | Greg Ray              | Team Menard                        | 293   |
| 2     | Kenny Bräck           | A.J. Foyt Enterprises              | 256   |
| 3     | Mark Dismore          | Kelley Racing                      | 240   |
| 4     | Davey Hamilton        | Galles Racing Barnhart Motorsports | 237   |
| 5     | Sam Schmidt           | Treadway Racing                    | 233   |
| 6     | Buddy Lazier          | Hemelgarn Racing                   | 224   |
| 7     | Eddie Cheever         | Cheever Racing                     | 220   |
| 8     | Scott Sharp           | Kelley Racing                      | 220   |
| 9     | Scott Goodyear        | Panther Racing                     | 217   |
| 10    | Robby Unser           | Team Pelfrey                       | 209   |
| 11    | Jeff Ward             | PDM Racing ISM Racing              | 206   |
| 12    | Billy Boat            | A.J. Foyt Enterprises              | 204   |
| 13    | Buzz Calkins          | Bradley Motorsports                | 201   |
| 14    | Scott Harrington      | Harrington Motorsports             | 165   |
| 15    | Stéphan Grégoire      | Dick Simon Racing                  | 162   |
| 16    | Robby McGehee         | Conti Racing                       | 156   |
| 17    | John Hollansworth Jr. | TeamXtreme Racing                  | 146   |
| 18    | Jaques Lazier         | Truscelli Racing DR Motorsports    | 144   |
| 19    | Tyce Carlson          | Blueprint-Immke Racing             | 139   |
| 20    | Eliseo Salazar        | Nienhouse Motorsports              | 137   |